# Rave party
Pour les articles homonymes, voir Free party et Teknival.

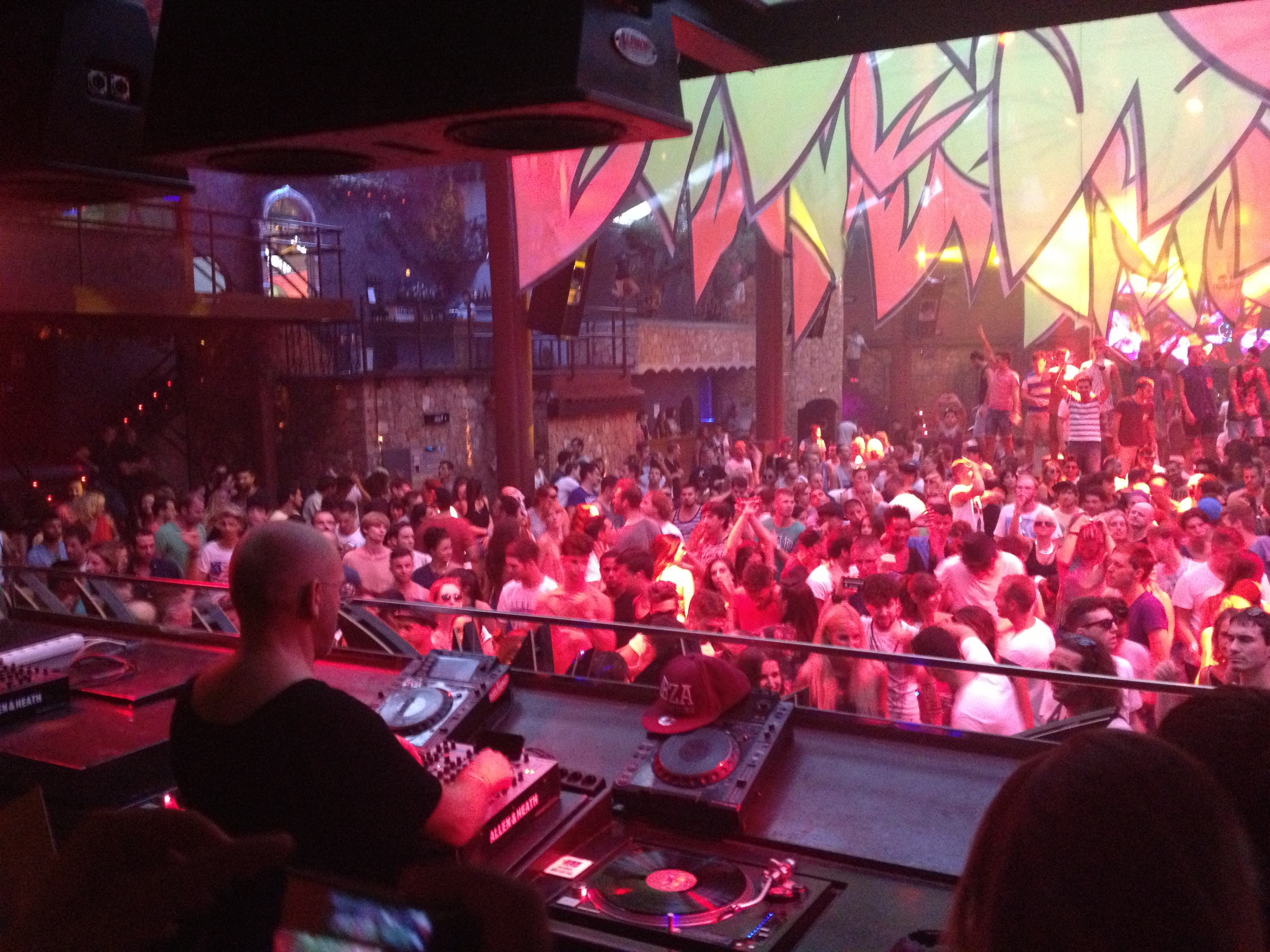
DJ Sven Väth aux platines devant un public à l'Amnesia, une discothèque d'Ibiza, en 2013.

Une rave party est un événement dansant organisé dans un lieu inhabituel, en pleine nature ou dans des lieux déserts, entrepôts désaffectés ou usines abandonnées, où est diffusée de l'electronic dance music (EDM). Cet éventail musical est généralement associé aux raves du début des années 1990, lorsque les DJ jouaient lors d'événements illégaux avec de nombreux sous-genres, notamment la drum and bass, le dubstep, la trap, le break, la trance, la techno, la house et le hardcore. Les participants à ce type d'événement sont appelés ravers. Depuis les années 2010, les raves sont organisées dans des clubs, des salles de concert, ou dans des salle des fêtes.
Certains festivals d'EDM présentent les mêmes caractéristiques que les raves, mais à une échelle plus grande et souvent commerciale. Les raves peuvent durer longtemps, certains événements se poursuivant pendant vingt-quatre heures et se prolongeant jusqu'au bout de la nuit. Les raids des forces de l'ordre et les lois anti-rave ont représenté un problème pour la scène rave dans de nombreux pays, en raison de l'association de la culture rave avec des drogues illégales,.

## Étymologie et terminologie

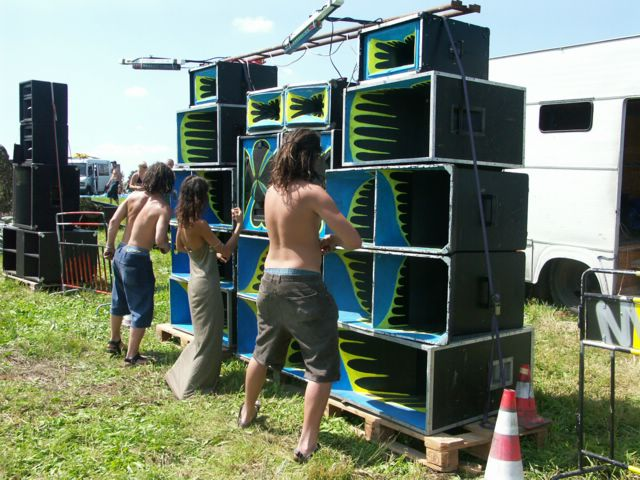
Événement rave freetekno.

L'origine étymologique du terme « rave » peut se construire en trois étapes : le terme anglais, lui-même (et son usage actuel tel qu'il a pu revenir en français en tant qu'anglicisme), mais aussi son origine française, terme lui-même issu du bas latin.
Le verbe anglais to rave peut se traduire par « délirer », « divaguer » ou « s'extasier ». Le terme « rave » est utilisé pour désigner une fête (party) dès les années 1960 à Londres par les descendants des immigrants venus des Caraïbes[réf. nécessaire]. Il est ensuite repris dans les années 1980, lors de la naissance de l'acid house à Chicago et en Grande-Bretagne ; à Goa, Ibiza, et Israël ensuite.
En anglais, le terme rave, soit en tant que substantif, soit en tant que verbe est issu de l'ancien français « raver », variante du terme resver qui donna en français le terme « rêver » et « rêve ». Il n'a jamais été utilisé dans le sens français originel, mais sous un sens de « délire ».
Le verbe français rêver, signifiait « radoter, divaguer ». Son origine est discutée. Il viendrait de l'ancien français desver perdre le sens, d'un gallo-roman esvo vagabond, du latin tardif exvagus de même sens, et enfin du latin classique vagus qui a donné aussi l'adjectif vague et le verbe « divaguer ».

## Histoire

### Origines (1950–1970)
À la fin des années 1950 à Londres, le terme de « rave » est utilisé pour décrire des « rassemblements bohémiens sauvages » à Soho. En 1958, Buddy Holly fait paraître le titre Rave On, citant la folie et la frénésie d'un sentiment et d'un désir que ça ne se finisse jamais. Le mot est ensuite utilisé dans la jeune sous-culture mod au début des années 1960 pour décrire d'une manière générale une fête dite sauvage.
Avant d'être associé à la musique électronique dans les années 1980, le mot « rave » devient un terme usuel utilisé pour décrire la musique des groupes garage rock et psychédéliques (en particulier The Yardbirds, et leur album Having a Rave Up) dans les années 1960. Le terme est surtout utilisé lors d'une performance musicale électronique organisée le 28 janvier 1967 au Roundhouse de Londres intitulée Million Volt Light and Sound Rave. L'événement présente le premier collage sonore expérimental connu du public, créé pour l'occasion par Paul McCartney des Beatles – le légendaire Carnival of Light.
Avec la transition rapide de la culture pop britannique de l'ère mod entre 1963 et 1966 vers l'ère hippie de 1967 et au-delà, le terme n'est plus utilisé. Des années 1970 au début des années 1980 jusqu'à sa réutilisation, le terme ne sera pas en vogue avant son utilisation dans la chanson Drive-In Saturday de David Bowie (issue de son album publié en 1973 Aladdin Sane) qui inclut la phrase It's a crash course for the ravers. À cette époque, son usage est perçu comme argotique et dépassé, et comme un terme similaire au mot groovy. La perception du mot change encore à la fin des années 1980 lorsqu'il est adopté par la jeunesse, possiblement inspirée par l'usage du terme en Jamaïque. En poste lors de l'avènement de la techno, la Première ministre du Royaume-Uni Margaret Thatcher mène alors une politique obligeant les clubs à fermer à 2 heures du matin, poussant les clubbers à continuer leurs fêtes de façon clandestine via les warehouse parties (« fêtes de hangars ») organisées dans les entrepôts abandonnés ou les usines en ruine laissées par la crise et la désindustrialisation progressive du pays.

### Acid house (1980–1989)
Il existe de nombreux événements ayant attiré des centaines d'individus (plus de 25 000). Les soirées acid house sont d'abord renommées « rave parties » dans les médias à l'été 1989 par Neil Andrew Megson lors d'une entrevue télévisée ; cependant, l'ambiance des événements ne se formera pas concrètement avant le 28 mai 1991. Au Royaume-Uni, en 1988 et 1989, les raves deviennent similaires aux matchs de football dans lesquelles le rassemblement des classes moyennes est commune, et à l'époque durant laquelle les raves dénombraient de nombreux supporters purs et durs de football. En 1990, la rave devient underground dans de nombreuses villes comme Berlin, Milan, Patras et s'organisent dans des entrepôts et forêts.
À la fin des années 1980, le mot « rave » est adopté pour décrire la sous-culture ayant émergé du mouvement acid house. Les activités sont liées à Ibiza, une île espagnole, fréquentée par les jeunes britanniques, italiens, grecs, irlandais et allemands pendant les vacances.
En 1987, une scène allemande lancée par Tauseef Alam, inspirée de la scène Chicago house, commence à s'établir. L'année suivante (1988) assiste à l'impact significatif de l'acid house sur la conscience populaire en Allemagne et en Europe centrale. En 1989, les disc jockey allemands WestBam et Dr Motte fondent l'UFO Club, un club illégal, et cofondent le Love Parade. Le 9 novembre 1989, le mur de Berlin tombe, les soirées techno underground fleurissent à l'Est de Berlin, et une scène rave comparable à celle du Royaume-Uni commence à s'établir. Le DJ allemand Paul van Dyk remarque l'impact de la techno sur la scène rave concernant le rétablissement des connexions sociales entre Allemagne de l'Est et de l'Ouest pendant la période d'unification.

### Croissance et encadrements (depuis 1990)

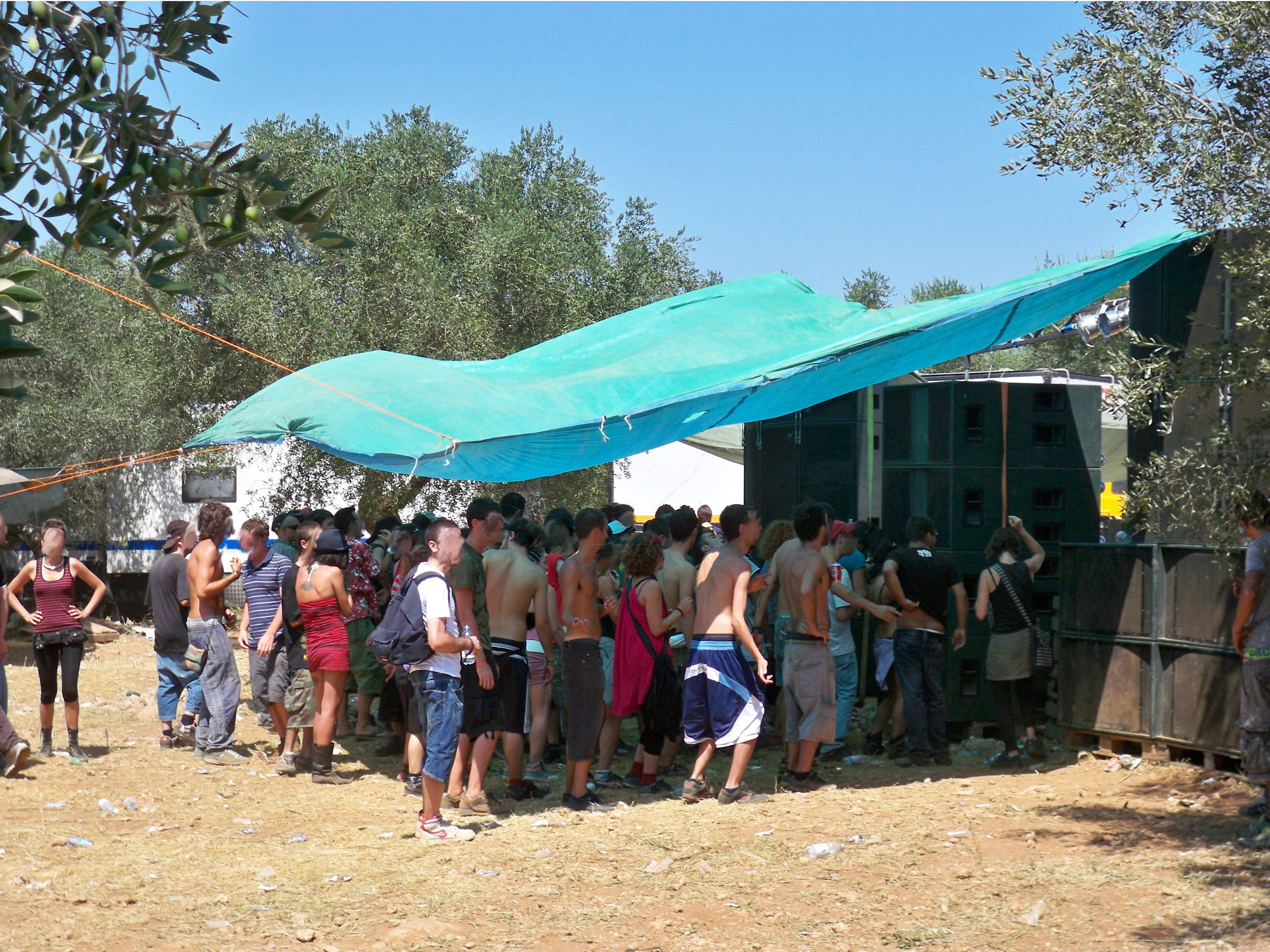
Rave party à Salento (août 2009).

En 1991, un nombre de clubs ferme, comme l'UFO, et la scène techno berlinoise commence à se regrouper dans trois principaux clubs situés près du mur de Berlin : E-Werk, Der Bunker et le désormais légendaire Tresor. À la même période, les DJs allemands commencent à intensifier la rapidité et l'agressivité de leur son en même temps que l'émergence de la techno hardcore. Leur nouveau style sonore s'inspire du gabber néerlandais et du hardcore belge. D'autres influences sur le développement de ce son incluent les groupes d'EBM du milieu des années 1980 comme DAF, Front 242, et Nitzer Ebb.
En 1995, en France, une circulaire émise par la Direction générale de la police nationale, intitulée « Les soirées raves : des situations à hauts risques », présente les rave parties comme « des points de vente et d'usage de stupéfiants » et liste les différentes opérations de police qui peuvent y intervenir. Une grande vague de répression suivra cette circulaire et, à la fin de 1998 (notamment à la suite d'événements comme la Techno Parade), les Ministères de la Défense, de la Culture et de l’Intérieur signent une nouvelle circulaire où une nette distinction est faite entre les organisateurs qui font une demande auprès des services administratifs (organisateurs de raves, payantes pour la plupart) et ceux qui organisent clandestinement (organisateurs de free party). Cette circulaire opère alors une véritable scission entre les deux mouvements, tant musicale que légale, même si cette scission s'était déjà opérée devant le succès grandissant des rave parties comme les Boréalis (cycle de festivals techno ayant lieu en été dans le sud de la France de 1993 à 2000 et dont les derniers n'étaient plus clandestins) avec l'instauration de « contre-festivals » tels que les Fuck Boréalis. Ces dispositions sont légalisées avec la loi du 15 novembre 2001 sur la sécurité quotidienne.
Aux États-Unis, le rave act est proposé en 2002, mais ne sera accepté qu'en 2003. Il sera alors intégré au Illicit Drug Anti-Proliferation Act : ce texte rend responsable les propriétaires de clubs ou les organisateurs d'événements de la consommation de drogues dans leur établissement ou pendant leur événement, ce qui place la promotion de « toute rave, danse, musique ou événement de divertissement dans lequel organisateur sait ou peut penser qu'il sera fait usage de substances illicites » au niveau de crime fédéral. Ce texte a été abandonné en février 2005.

## Caractéristiques

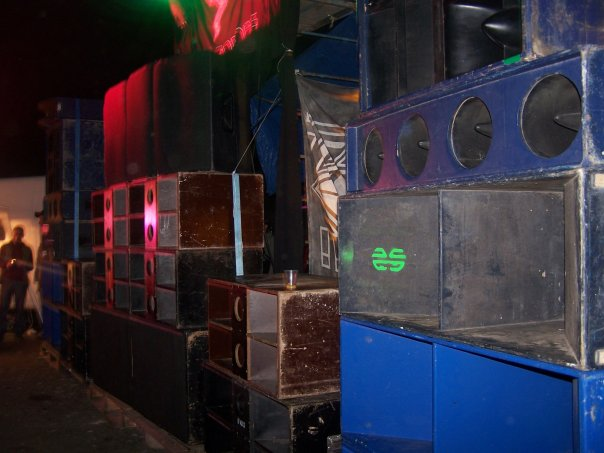
Colonne de haut-parleurs ou caissons.

Une rave est un événement dansant avec un ou plusieurs artistes, qui sont sélectionnés selon les types de soirées. Ces événements diffusent de la musique électronique incluant drum and bass, dubstep, trap, break, trance, techno, hardcore (et ses sous-genres), house et dance alternative. Elle est souvent organisée par des associations ou professionnels spécialisés dans ce type d'évènements, les ravers payent une entrée à prix fixe pour voir des artistes professionnels (locaux, nationaux ou internationaux) et profitent d'une soirée avec une line up définie par les organisateurs, et des horaires fixes. Souvent les styles se mélangent peu en comparaison avec une free party. Par exemple, une rave de techno hardcore ne diffuse ni trance, ni techno. Une rave attire un public large, tout comme une free party mais le nombre d'entrées est limité. Une autre grande particularité de la rave est que les artistes ou DJ sont payés en cachets et jouent devant le public, là où, dans une Free, les artistes sont souvent derrière le public ou derrière un sound system pour favoriser l'immersion.
Une rave party est organisée par un sound system. Un sound system est un collectif d'artistes (musicaux ou visuels), de techniciens, de disc jockeys(DJ), et de décorateurs. Ce collectif recherche dans un premier temps le lieu idéal pour organiser l’événement, et une fois ce lieu établi, en fait circuler les coordonnées, puis installe la logistique nécessaire au bon fonctionnement du son ainsi que les décorations et lumières. 
Le terme de « rave party » est aussi communément employé par les médias pour désigner une free party même si cette dernière, à l’origine, désigne une fête clandestine qui se base sur la gratuité ou semi-gratuité (principe de la donation grâce à un prix libre) alors que les rave parties sont le plus souvent des fêtes réglementées dans des salles spécialisées et payantes[réf. nécessaire]. Le terme « free party » ne fait cependant pas référence aux tarifs mais plutôt à la liberté de leur organisation.

## Drogues
Les raids des forces de l'ordre et les lois anti-rave ont représenté un problème pour la scène rave dans de nombreux pays, en raison de l'association de la culture rave avec des drogues illégales telles que la MDMA,, l'amphétamine, le LSD,, le GHB,, la kétamine,,, la méthamphétamine,, la cocaïne et le cannabis.
Bien que la formulation « transe collective » donne une idée assez floue concernant la consommation de drogue dans ce mouvement, l'opinion publique associe rave party et drogue. Les utilisateurs d'ecstasy mettent en avant les qualités de cette drogue, qui permet de se lâcher, d'abolir les barrières et d'atteindre une sensation de collectivité du bien-être. Les spécialistes, au début des années 1990, ne peuvent que redouter les effets à long terme de cet usage prolongé de drogues, sans vraiment toujours disposer d'études fiables pour quantifier ces effets. En 1990, une jeune femme de 21 ans est retrouvée morte à l'Haçienda, le club le plus populaire de Manchester ; la presse s'en empare et la mort est imputée à l'absorption de deux cachets d'ecstasy (généralement un mélange de MDMA et d'amphétamines) ; les circonstances de sa mort sont toujours inconnues. La virulence de la campagne de presse qui entoura ce fait divers est à rapprocher de ce qui entoura les scandales des punks en 1977[réf. nécessaire].
Le mouvement rave party n'a d'ailleurs jamais nié les problèmes inhérents à la consommation de drogue, cherchant toujours dans la mesure du possible à mettre en œuvre le maximum de prévention concernant ces problèmes, que ce soit par l'information ou par la mise en place d'espaces calmes comme les « chill-out ». D'autre part, il existait sur certains rassemblements Techno un stand de testing afin de mettre en évidence la présence de certaines molécules étrangères dans les produits consommés. Cependant, la consommation d'autres drogues (amphétamines, MDMA, cannabis, LSD, etc.) y est très largement répandue, au même titre qu'elle pouvait l'être dans les festivals pop de l'Amérique des années 1970. Mais en 1992, il est fait état de douze morts depuis 1988 imputables à l'ecstasy au Royaume-Uni, et pour dix d'entre eux l'origine du décès est indiscutablement l'usage d'ecstasy, parfois à de faibles doses. Le décès d'Anna Wood, âgée de 15 ans, morte des effets secondaires de l'ecstasy en 1995 en Australie aura le même type d'écho médiatique.

## Cinéma et télévision

### Films
- Pédale douce (1996)
- Quatre Garçons pleins d'avenir (1998)
- Party Monster: The Shockumentary (1998)
- Human Traffic (1999)
- Go (1999)
- 24 Hour Party People (2002)
- Flagrant délire (2002)
- Frankie Wilde (2004)
- Berlin Calling (2008)
- Eden (2014)

### Téléfilms
- Péril blanc (2015) (série)
- Julie Lescaut, épisode Bal masqué (1998) (Saison 7 épisode 2) - (série)
- Shadowhunter, épisode Une fête d'enfer (2016) (Saison 1 épisode 4)

### Reportages
- Zone interdite, Alerte aux rave-party, réalisé en 2001 lors de la free-party organisée par TNT Sound System, à Saint-Laurent-de-la-Cabrerisse.
- Heretik - We Had a Dream, par Damien Raclot-Dauliac, 2013

### Comédies musicales
- Cindy possède une chanson nommée Rave Party où la plus jeune des sœurs, Petula, se rend à une rave party.